# Katsumoto Seiichirō
Katsumoto Seiichirō (japanisch 勝本 清一郎; geboren 5. Mai 1899 in Tokio; gestorben 23. März 1967) war ein japanischer Literaturkritiker.

## Leben und Wirken
Katsumoto Seiichirō studierte an der Keiō-Universität. 1920, während des Studiums, gründete er die „Vereinigung zur Erforschung des Theaters“ (慶応劇研究会, Keiō geki-kenkyūkai). 1923 schloss er sein Studium ab.
Schon bald darauf veröffentlichte Katsumoto einen Roman, während er das Magazin „Mita Bungaku“ (三田文学) redigierte. Im ersten Jahr der Shōwa-Zeit war er, beeinflusst von der proletarischen Literaturbewegung, als Literaturkritiker tätig. 1930 veröffentlichte er „Avantgardistische Literatur“ (前衛の文学, Zen’ei no bungaku).
Von 1929 bis 1933 lebte Katsumoto in Deutschland. 1930 nahm er an der Charkiw-Konferenz als Vertreter der „Japan Proletarian Writers Alliance“ (日本プロレタリア作家同盟) teil. Sein Bericht und die „Aus Berlin eine dringliche Debatte“ (ベルリンからの緊急討論, Berurin kara no kinkyū tōron) im darauffolgenden Jahr hatten großen Einfluss auf die Entwicklung der proletarischen Literatur. Nach seiner Rückkehr nach Japan 1933 nahm er seine Kritikertätigkeit wieder auf und veröffentlichte 1936 „Stellung der japanischen Literatur in der Welt“ (日本文学の世界的位置, Nihon bungaku no sekaiteki ichi). Er erhielt jedoch Schreibverbot und widmete sich der modernen Literaturforschung.
Nach dem Zweiten Weltkrieg war Katsumoto Geschäftsführer der „National Federation of UNESCO Associations in Japan“ (日本ユネスコ連盟). Daneben leistete er viel auf dem Gebiet der Meiji-Literaturforschung, wie z. B. die Herausgabe von „Tōkoku – Gesammelte Werke“ (透谷全集, Tōkoku zenshū) und „Geschichte der Meiji-Literatur“ (座談会明治文学史) 1961. Des Weiteren stammt von ihm „Notizen zur Literaturwissenschaft der Gegenwart“ (近代文学ノート, Kindai bungaku nōto), 4 Bände 1979 bis 1980.